# إفراين سانتاندير
إفراين سانتاندير (بالإسبانية: Efraín Santander) هو لاعب كرة قدم تشيلي في مركز حراسة المرمى، ولد في 1941 في لوس آنديس في تشيلي. لعب مع ديبورتس لاسيرينا.

## وصلات خارجية
- إفراين سانتاندير على موقع ناشيونال فوتبول تيمز (الإنجليزية)
- إفراين سانتاندير على موقع عالم كرة القدم.نت (الإنجليزية)